# Murdi, Aland
Murdi là một làng thuộc tehsil Aland, huyện Gulbarga, bang Karnataka, Ấn Độ.